# Надь, Янош
Я́нош Надь (венг. Nagy János; род. 13 августа 1964) — венгерский борец вольного стиля, призёр чемпионатов Европы.

## Биография
Родился в 1964 году в Будапеште. В 1984 году занял 7-е место на чемпионате Европы. В 1988 году занял 4-е место на чемпионате Европы, а кроме того принял участие в Олимпийских играх в Сеуле, но наград там не завоевал. В 1989 году занял 6-е место на чемпионате Европы. В 1991 году занял 5-е место на чемпионате Европы, и 6-е — на чемпионате мира. В 1992 году принял участие в Олимпийских играх в Барселоне, где занял 7-е место. В 1993 году стал серебряным призёром чемпионата Европы.